# Jorge Augé Bacqué
Jorge Alberto Augé Bacqué (Buenos Aires, 5 de noviembre de 1945-Buenos Aires, 27 de junio de 2011) fue un periodista deportivo argentino.

## Biografía
Estudió en los colegios San Miguel, San José y Mariano Moreno de la Ciudad de Buenos Aires y desde los 18 años se inició en el periodismo del automóvil como colaborador de la revista Velocidad.
En 1964/1965 fue redactor de la revista Cuatrorrutas (versión argentina de Quatroruotte, editada por Viscontea).
A partir de 1966 fue colaborador de Parabrisas, entre 1968 y 1971 fue redactor de Parabrisas Corsa.
Entre 1971 y 1976 fue Jefe de Prensa y Comunicaciones de Citroën Argentina.
Entre 1976 y 1978, actuó como conductor del programa Auto Moto Show en Canal 7 junto con Pancho Ibáñez y Roberto Eguía. 
En 1984 asumió la dirección de la revista Corsa y luego dirigió también la revista Parabrisas, actuando entre 1986 y 1990 como director editorial y comercial de la Editorial Abril. 
Junto con Carlos Figueras fundó en 1990 la revista Road Test (luego renombrada Auto Test en 1998).
En 1994, la revista Auto Test se integró a la empresa Motorpress, colaborando en el lanzamiento de las revistas Transporte Mundial, Autos de época y Auto plus.
A partir de 1996 fundó y dirigió la revista Autos de Época, el sitio web Autos de Época Digital, la revista bimestral Alta Gama y colaboró con el medio digital especializado en Fórmula 1 The Fast Castor.
En ocasiones, ha firmado sus notas con el seudónimo "Álex Talbot Guiñazú", a las cuales le imprimió un tono humorístico.

## Dirigente deportivo
También fue un activo dirigente del automovilismo. Desde 1967, fue miembro de diversas comisiones deportivas del Automóvil Club Argentino, representó a la Argentina en la Comisión Histórica Internacional de la Federation Internationale de l´Automobile y fue miembro de la Asociación Americana de Historiadores del Automóvil.

## Escritor
Escribió nueve libros y ha realizado numerosos trabajos de investigación periodística para libros dedicados al automovilismo.
Estuvo casado con Marta María Areco y tuvo cuatro hijos, Agustina, Gastón, Jorge y Paul.

## Amateur y coleccionista
Ha sido un participante amateur de diversas categorías del automovilismo desde 1967, recordándose su participación en el Rally de Argentina 1984, con puntos para el Campeonato Mundial de la especialidad, a bordo de un Renault 12. Ha sido un gran coleccionista de afiches de carreras automovilísticas de todos los tiempos, de cuadros de automóviles y de documentos y fotografías poseyendo una colección de fotografías que superan las 50,000 piezas del automóvil de todos los tiempos.

## Muerte
Por la mañana del 27 de junio de 2011 falleció Jorge Augé Bacqué, periodista de dilatada trayectoria que llegó a ser director de la revista CORSA. Tenía 65 años.